# زیارت وارث
زیارت وارث از دیگر زیارات برای حسین بن علی است که از جعفر صادق روایت شده‌است. در این زیارت، حسین بن علی در جایگاهِ وارثِ آدم، نوح، ابراهیم، موسی، عیسی، محمد، علی بن ابی‌طالب، فاطمه زهرا و خدیجه قرار می‌گیرد.